# Liste d'espèces de mammifères décrites entre 2006 et 2010
De nouvelles espèces vivantes sont régulièrement définies chaque année.

L'apparition d'une nouvelle espèce dans la nomenclature peut se faire de trois manières principales :
- découverte dans la nature d'une espèce totalement différente de ce qui est connu jusqu'alors,
- nouvelle interprétation d'une espèce connue qui s'avère en réalité être composée de plusieurs espèces proches mais cependant bien distinctes. Ce mode d'apparition d'espèce est en augmentation depuis qu'il est possible d'analyser très finement le génome par des méthodes d'étude et de comparaison des ADN, ces méthodes aboutissant par ailleurs à des remaniements de la classification par une meilleure compréhension de la parenté des taxons (phylogénie). Pour ce type de création de nouvelles espèces, deux circonstances sont possibles : soit une sous-espèce déjà définie est élevée au statut d'espèce, auquel cas le nom, l'auteur et la date sont conservés, soit il est nécessaire de donner un nouveau nom à une partie de la population de l'ancienne espèce,
- découverte d'une nouvelle espèce par l'étude plus approfondie des spécimens conservés dans les musées et les collections.

Ces trois circonstances ont en commun d'être soumises au problème du nombre de spécialistes mondiaux compétents capables de reconnaître le caractère nouveau d'un spécimen. C'est une des raisons pour lesquelles le nombre d'espèces nouvelles chaque année, dans une catégorie taxinomique donnée, est à peu près constant. 
Pour bien préciser le nom complet d'une espèce, le (ou les) auteur(s) de la description doivent être indiqués à la suite du nom scientifique, ainsi que l'année de parution dans la publication scientifique. Le nom donné dans la description initiale d'une espèce est appelé le basionyme. Ce nom peut être amené à changer par la suite pour différentes raisons.
Dans la mesure du possible, ce sont les noms actuellement valides qui sont indiqués, ainsi que les découvreurs, les pays d'origine et les publications dans lesquelles les descriptions ont été faites.

## 2006

### Espèces vivantes décrites en 2006

#### Marsupiaux
- Philander deltae Lew, Pérez-Hernandez et Ventura, 2006

Marsupial didelphidé découvert dans le delta de l'Orénoque au Venezuela.
- Philander mondolfii Lew, Pérez-Hernandez et Ventura, 2006

Marsupial didelphidé découvert au Venezuela et en Colombie.

#### Afrosoricidés
- Microgale jobihely Goodman, Raxworthy, Maminirina et Olson, 2006

Tenrécidé découvert à Madagascar.

#### Chauves-souris
- Hipposideros khasiana Thabah, Rossiter, Kingston, Zhang, Parsons, Mya Mya, Zubaid et Jones, 2006

Chiroptère hipposidéridé découvert en Inde.
- Hipposideros khaokhouayensis Guillén-Servent et Francis, 2006

Hipposidéridé découvert au Laos.
- Thyroptera devivoi Gregorin, Gonçalves, Lim et Engstrom, 2006

Thyroptéridé découvert en Guyana.
- Harpiola isodon Kuo, Fang, Csorba et Lee, 2006

Vespertilionidé découvert à Taïwan .
- Scotophilus marovaza Goodman, Ratrimomanarivo et Randrianandrianina, 2006

Vespertilionidé découvert à Madagascar.
- Plecotus strelkovi Spitzenberger in Spitzenberger et al., 2006

Vespertilionidé découvert en Asie centrale.
- Eptesicus taddeii Miranda, Bernardi et Passos, 2006

Vespertilionidé découvert au Brésil.
- Pipistrellus raceyi Bates, Bates, Ratrimomanarivo, Harrison et Goodman, 2006

Vespertilionidé découvert à Madagascar.
- Carollia benkeithi Solari et Baker, 2006

Phyllostomidé découvert au Pérou.
- Emballonura tiavato Goodman, Cardiff, Ranivo, Russel et Yoder, 2006

Emballonuridé découvert à Madagascar.
- Myzopoda schliemanni Goodman, Rakotondraparany et Kofoky, 2006

Myzopodidé découvert dans l'ouest de Madagascar.

#### Primates
- Tarsius lariang Merker et Groves, 2006

Découvert aux Sulawesi (Indonésie) .
- Microcebus jollyae Louis, Coles, Andriantompohavana, Sommer, Engberg, Zaonarivelo, Mayor et Brenneman, 2006

Lémurien cheirogaléidé découvert à Madagascar. L'épithète spécifique honore Allison Jolly, primatologue de l'Université de Princeton.
- Microcebus mittermeieri Louis, Coles, Andriantompohavana, Sommer, Engberg, Zaonarivelo, Mayor et Brenneman, 2006

Découvert à Madagascar. L'épithète spécifique honore Russel A. Mittermeier, président de Conservation International .
- Microcebus simmonsi Louis, Coles, Andriantompohavana, Sommer, Engberg, Zaonarivelo, Mayor et Brenneman, 2006

Découvert à Madagascar. L'épithète spécifique honore Lee Simmons, directeur du zoo Omaha Henry Doorly, dans le Nebraska.
- Microcebus mamiratra Andriantompohavana, Zaonarivelo, Engberg, Randriamampionona, McGuire, Shore, Rakotonomenjanahary, Brenneman et Louis, 2006

Découvert dans l'île de Nosy Be, à Madagascar.
- Lepilemur aeeclis Andriaholinirina, Fausser, Roos, Zinner, Thalmann, Rabarivola, Ravoarimanana, Ganzhom, Meier, Hilgartner, Walter, Zaromody, Langer, Hahn, Zimmermann, Radespiel, Craul, Tomiuk, Tattersall et Rumpler, 2006

Lémurien lépilémuridé découvert à Madagascar.
- Lepilemur randrianasoli Andriaholinirina, Fausser, Roos, Zinner, Thalmann, Rabarivola, Ravoarimanana, Ganzhom, Meier, Hilgartner, Walter, Zaromody, Langer, Hahn, Zimmermann, Radespiel, Craul, Tomiuk, Tattersall et Rumpler, 2006

Lémurien lépilémuridé découvert à Madagascar.
- Lepilemur sahamalazensis Andriaholinirina, Fausser, Roos, Zinner, Thalmann, Rabarivola, Ravoarimanana, Ganzhom, Meier, Hilgartner, Walter, Zaromody, Langer, Hahn, Zimmermann, Radespiel, Craul, Tomiuk, Tattersall et Rumpler, 2006

Lémurien lépilémuridé découvert à Madagascar.
- Lepilemur ahmansoni Louis, Engberg, Lei, Geng, Sommer, Randriamampionona, Randriamanana, Zaonarivelo, Andriantompohavana, Randria, Ramaromilanto, Rakotoarisoa, Rooney et Brenneman, 2006

Lémurien lépilémuridé découvert à Madagascar.
- Lepilemur betsileo Louis, Engberg, Lei, Geng, Sommer, Randriamampionona, Randriamanana, Zaonarivelo, Andriantompohavana, Randria, Ramaromilanto, Rakotoarisoa, Rooney et Brenneman, 2006

Lémurien lépilémuridé découvert à Madagascar.
- Lepilemur fleuretae Louis, Engberg, Lei, Geng, Sommer, Randriamampionona, Randriamanana, Zaonarivelo, Andriantompohavana, Randria, Ramaromilanto, Rakotoarisoa, Rooney et Brenneman, 2006

Lémurien lépilémuridé découvert à Madagascar.
- Lepilemur grewcocki Louis, Engberg, Lei, Geng, Sommer, Randriamampionona, Randriamanana, Zaonarivelo, Andriantompohavana, Randria, Ramaromilanto, Rakotoarisoa, Rooney et Brenneman, 2006

Lémurien lépilémuridé découvert à Madagascar.
- Lepilemur hubbardi Louis, Engberg, Lei, Geng, Sommer, Randriamampionona, Randriamanana, Zaonarivelo, Andriantompohavana, Randria, Ramaromilanto, Rakotoarisoa, Rooney et Brenneman, 2006

Lémurien lépilémuridé découvert à Madagascar.
- Lepilemur jamesi Louis, Engberg, Lei, Geng, Sommer, Randriamampionona, Randriamanana, Zaonarivelo, Andriantompohavana, Randria, Ramaromilanto, Rakotoarisoa, Rooney et Brenneman, 2006

Lémurien lépilémuridé découvert à Madagascar.
- Lepilemur milanoii Louis, Engberg, Lei, Geng, Sommer, Randriamampionona, Randriamanana, Zaonarivelo, Andriantompohavana, Randria, Ramaromilanto, Rakotoarisoa, Rooney et Brenneman, 2006

Lémurien lépilémuridé découvert à Madagascar.
- Lepilemur petteri Louis, Engberg, Lei, Geng, Sommer, Randriamampionona, Randriamanana, Zaonarivelo, Andriantompohavana, Randria, Ramaromilanto, Rakotoarisoa, Rooney et Brenneman, 2006

Lémurien lépilémuridé découvert à Madagascar.
- Lepilemur seali Louis, Engberg, Lei, Geng, Sommer, Randriamampionona, Randriamanana, Zaonarivelo, Andriantompohavana, Randria, Ramaromilanto, Rakotoarisoa, Rooney et Brenneman, 2006

Lémurien lépilémuridé découvert à Madagascar.
- Lepilemur tymerlachsoni Louis, Engberg, Lei, Geng, Sommer, Randriamampionona, Randriamanana, Zaonarivelo, Andriantompohavana, Randria, Ramaromilanto, Rakotoarisoa, Rooney et Brenneman, 2006

Lémurien lépilémuridé découvert à Madagascar.
- Lepilemur wrighti Louis, Engberg, Lei, Geng, Sommer, Randriamampionona, Randriamanana, Zaonarivelo, Andriantompohavana, Randria, Ramaromilanto, Rakotoarisoa, Rooney et Brenneman, 2006

Lémurien lépilémuridé découvert à Madagascar.
- Avahi peyrierasi Zaramody et al., 2006

Indridé découvert à Madagascar.
- Cebus queirozi Mendes Pontes et Malta, 2006

Primate cébidé découvert  près de Recife, au Brésil. Certains spécialistes considèrent que cette espèce serait la même que celle autrefois décrite et dessinée par Schreber sous le nom de Simia flavia, espèce jamais revue depuis. Seuls 32 spécimens ayant été observés, les auteurs de la description de la nouvelle espèce ont fait le choix de ne pas prélever de spécimens.

#### Rongeurs
- Heteromys nubicolens Anderson et Timm, 2006

Rongeur hétéromyidé découvert au Costa Rica.
- Tonkinomys daovantieni Musser, Lunde et Truong Son, 2006

Muridé découvert au Vietnam.
- Apomys camiguinensis Heaney et Tabaranza, 2006

Rongeur Muridé découvert dans l'île de Camiguin aux Philippines.
- Mus (Mus) cypriacus Cucchi, Orth, Auffray, Renaud, Fabre, Catalan, Hadjisterkotis, Bonhomme et Vigne, 2006

Muridé découvert à Chypre.
- Tokudaia tokunoshimensis Endo et Tsuchiya, 2006

Rongeur muridé découvert dans l'île de Tokunoshima (îles Ryukyu, Japon) .
- Isothrix barbarabrownae Patterson et Velazco, 2006

Échimyidé découvert en 1999 dans le sud du Pérou.

### Espèces fossiles et subfossiles (2006)

#### Docodontes
- Castorocauda lutrasimilis Ji & al., 2006

Docodontidé.

#### Symmétrodontes
- Akidolestes cifellii Li et Luo, 2006

Spalacotheriidé du Crétacé de la province du Liaoning en Chine. L'épithète spécifique honore le paléontologue Richard L. Cifelli.

#### Volaticotheria
- Volaticotherium antiquum Meng, Hu, Wang (Y.), Wang (X.) et Li, 2006

La découverte en Chine de ce mammifère volant du Mésozoïque a nécessité la création du nouvel ordre des Volaticotheria et de la famille des Volaticotheriidae.

#### Primates
- Killikaike blakei Tejedor, Tauber, Rosenberger, Swisher et Palacios, 2006

Découvert dans le Miocène d'Argentine.
- Kuseracolobus hafu Hlusko, 2006

Cercopithécidé découvert dans le Pliocène d'Éthiopie.

#### Rongeurs
- Arabosminthus isabellae López-Antoñanzas et Sen, 2006

Zapodidé découvert en Arabie Saoudite.
- Fahlbuschia sacedoniensis Freudenthal, 2006

Cricétidé.
- Glirudinus intermedius Aguilar et Lazzari, 2006

Myoxidé découvert dans le Miocène de France.
- Glirudinus magnus Aguilar et Lazzari, 2006

Myoxidé découvert dans le Miocène de France.
- Hydrochoeris gaylordi MacPhee, Singer et Diamond, 2006

Caviidé découvert dans l'île de la Grenade.
- Tainotherium valei Turvey, Grady & Rye, 2006

Octodontoïde découvert à Porto-Rico .

#### Carnivora
- Nurocyon chonokhariensis, 2006

Canidé.

#### Pholidotes
- Cryptomanis gobiensis Gaudin, Emry et Pogue, 2006

Pangolin découvert en Mongolie.

#### Proboscidiens
- Eritreum melakeghebrekristoi Shoshani, Walter, Abraha, Berhe, Tassy, Sanders, Marchant, Libsekal, Ghirmai et Zinner, 2006

Découvert dans l'Oligocène d'Érythrée.
- Selenetherium kolleensis Mackaye, Brunet et Tassy, 2006

Découvert dans le Miocène du Tchad.

#### Notungulés
- Hemihegetotherium trilobus Croft et Anaya, 2006

Notungulé typothérien hégétothériidé découvert dans le Miocène moyen de Bolivie.

#### Périssodactyles
- Eolestes tianshanicus Averianov et Godinot, 2006

Périssodactyle de l'Éocène du Kirghizistan.
- Hipparion laromae Pesquero, Alberdi et Alcalá, 2006

Equidé découvert dans la province de Teruel en Espagne.
- Scaphohippus intermontanus Pagnac, 2006

Découvert en Californie.
- Scaphohippus sumani Pagnac, 2006

Découvert en Californie.

#### Cétartiodactyles

##### Cétacés
- Archaeoziphius microglenoideus Lambert et Louwye, 2006

Cétacé odontocète découvert dans le Miocène de Belgique.
- Janjucetus hunderi Fitzgerald, 2006

Cétacé mysticète janjucétidé découvert dans l'Oligocène du Victoria (Australie). Le nom de genre rappelle la ville de Jan Juc où l'espèce fut découverte ; l'épithète spécifique honore Staumn Hunder, le jeune surfer qui a attiré l'attention des scientifiques sur le fossile.
- Zygophyseter varolai Bianucci et Landini, 2006

Découvert dans le Miocène d'Italie.

##### Artiodactyles
- Eurolistriodon tenarezensis Orliac, 2006

Suidé découvert à Montréal-du-Gers (Gers, France) .
- Zephyreduncinus oundagaisus Vrba et Haile-Selassie, 2006

Bovidé rédunciné découvert en Éthiopie.
- Bubalus cebuensis Croft, Heaney, Flynn et Bautista, 2006

Bovidé découvert dans l'île de Cebu aux Philippines.
- Asoletragus gentryi Palombo, Valli, Arca et Tuveri, 2006

Bovidé découvert en Sardaigne (Italie) .
- Kobus basilcookei Vrba, 2006

Bovidé découvert dans le Pliocène d'Éthiopie.
- Sporadotragus vasili Geraads, Spassov et Kovachev, 2006

Bovidé découvert dans le Miocène de Bulgarie.
- Ugandax coryndonae Gentry, 2006

Bovidé découvert en Éthiopie.

## 2007

### Nouvelles espèces vivantes (2007)

#### Marsupiaux
- Monodelphis handleyi Solari, 2007

Didelphidé découvert au Pérou

#### Insectivores
- Mogera kanoana, 2007
- Crocidura sokolovi Jenkins, Abramov, Rozhnov et Makarova, 2007

Soricidé découvert au Vietnam.
- Crocidura zaitsevi Jenkins, Abramov, Rozhnov et Makarova, 2007

Soricidé découvert au Vietnam.
- Crocidura hikmiya Meegaskumbura (S.), Meegaskumbura (M.), Pethiyagoda, Manamendra-Arachchi et Schneider, 2007[34].

Soricidé découvert au Sri-Lanka.
- Sorex rohweri Rausch (R. L.), Feagin et Rausch (V. R.), 2007

Soricidé découvert en Amérique du nord.

#### Microchiroptères
- Myzopoda schliemanni, 2007

Myzopodidé découvert à Madagascar
- Micronycteris giovanniae Baker et Fonseca, 2007

Phyllostomidé.
- Kerivoula krauensis Francis, Kingston et Zubaid, 2007

Vespertilionidé découvert dans la Krau Wildlife Reserve (Pahang, Malaisie), d'où son épithète spécifique .
- Kerivoula titania Bates, Struebig, Hayes & al., 2007

Vespertilionidé découvert en Asie du sud-est.
- Murina tiensa, 2007

Vespertilionidé.

#### Primates
- Avahi betsileo, 2007

Découvert à Madagascar.
- Avahi meridionalis Zaramody et al., 2007

Indridé découvert à Madagascar.
- Lepilemur manasamody Craul et al., 2007

Découvert à Madagascar.
- Lepilemur otto Craul et al, 2007

Découvert à Madagascar.
- Microcebus bongolavensis Oliveri et al., 2007

Cheirogaléidé découvert à Madagascar.
- Microcebus danfossi Oliveri et al., 2007

Cheirogaléidé découvert à Madagascar.
- Microcebus lokobensis Oliveri et al., 2007

Cheirogaléidé découvert à Madagascar.

#### Mégachiroptères
- Dyacopterus rickarti Helgen, Kock, Gomez, Ingle et Sinaga, 2007

Ptéropodidé découvert dans les îles Luzon et Mindanao, aux Philippines. L'épithète spécifique est dédiée au biologiste américain Eric Rickart.
- Styloctenium mindorensis Esselstyn, 2007

Ptéropodidé découvert en février 2006 dans l'île de Mindoro

#### Rongeurs
- Juliomys ossitenuis Costa, Pavan, Leite et Fagundes, 2007

Cricétidé découvert au Brésil.
- Thomasomys andersoni Salazar-Bravo et Yates, 2007

Cricétidé sigmodontiné découvert en Bolivie.
- Eliurus danieli Carleton et Goodman, 2007

Nésomyidé découvert dans le parc national de l'Isalo à Madagascar.
- Rhynchomys banahao Balete, Rickart, Rosell-Ambal, Jansa et Heaney, 2007

Muridé découvert dans l'île de Luzon (Philippines)
- Rhynchomys tapulao Balete, Rickart, Rosell-Ambal, Jansa et Heaney, 2007

Muridé découvert dans l'île de Luzon (Philippines) .
- Phyllotis anitae Jayat, D'Elia, Pardiñas et Namen, 2007

Cricétidé découvert en Argentine.
- Spermophilus torosensis Özkurt, Sözen, Yiğit, Kandemir, Çolak, Gharkheloo et Çolak, 2007

Sciuridé découvert dans les Monts Taurus en Turquie.

#### Cétartiodactyles
- Pecari maximus Roosmalen, Frenz, van Hooft, de Iongh et Leirs, 2007

Pécari découvert en 2004 au Brésil.

### Accession au rang d'espèce (2007)

#### Primates
- Avahi ramanantsoavanai Zaramody et al., 2006

Indridé.
- Lophocebus ugandae (Matschie, 1913)

Espèce de mangabey endémique de l'Ouganda, auparavant considérée comme une sous-espèce.

#### Carnivores
- Neofelis diardi (G. Cuvier, 1823)[43]

Félin antérieurement considéré comme une sous-espèce de la panthère nébuleuse (Neofelis nebulosa).

### Nouvelles sous-espèces vivantes (2007)
- Pipistrellus pygmaeus cyprius Benda, 2007

Vespertilionidé découvert à Chypre.
- Perodicticus potto stockleyi Butynski & De Jong, 2007

Lorisidé.
- Dauphin de Commerson des Kerguelen (Cephalorhynchus commersonii kerguelenensis Robineau, Goodall, Pichler et Baker, 2007)

Dauphin céphalorhynchidé identifié comme nouvelle sous-espèce dans les eaux côtières des îles Kerguelen.

### Espèces fossiles et subfossiles (2007)

#### Triconodontes
- Ferganodon narynensis Martin et Averianov, 2007

Découvert en Asie centrale.
- Yanoconodon allini Luo, Chen, Li et Chen, 2007

Eutriconodonte .

#### Marsupiaux
- Evolestes hadrommatos Goin, Sánchez-Villagra, Abello et Kay, 2007

Paucituberculé découvert dans l'Oligocène de Bolivie.
- Junggaroperadectes burqinensis Ni, Meng, Wu et Ye, 2007

Didelphidé péradectiné découvert dans l'Oligocène de la région de Burqin (Xinjiang,  Chine).
- Marada arcanum Black, 2007

Vombatomorphe maradidé (nouvelle famille) découvert dans l'Oligocène du Queensland.
- Warendja encorensis Brewer, Archer, Hand et Godthelp, 2007

Wombat découvert dans le Miocène du Queensland.
- Gawinga aranaea Roberts, Archer, Hand et Godthelp, 2007

Pseudocheiridé découvert dans le Miocène.
- Onirocuscus notialis Crosby, 2007

Phalangéridé .
- Onirocuscus rupina Crosby, 2007

Phalangéridé .
- Onirocuscus silvacultrix Crosby, 2007

Phalangéridé .
- Nambaroo gillespieae Kear, Cooke, Archer & Flannery, 2007

Kangourou macropodidé sthénuriné découvert dans l'Oligo-Miocène d'Australie.

#### Insectivores
- Blarinoides aliciae Minwer-Barakat, García-Elixa, Martín-Suárez et Freudenthal, 2007

Soricidé découvert dans le Pliocène d'Espagne.
- Microgale macpheei Goodman, Vasey & Burney, 2007

Tenrécidé découvert à l'état subfossile dans le Quaternaire de Madagascar.

#### Primates
- Asiadapis cambayensis Rose, Rana, Sahni & al., 2007

Adapidé découvert dans l'Éocène de l'Inde
- Melaneremia bryanti Hooker, 2007

Omomyidé découvert dans l'Éocène d'Angleterre .
- Dolichopithecus balcanicus Spassov et Geraads, 2007

Cercopithécidé découvert dans le Pliocène du sud-est de l'Europe .
- Chororapithecus abyssinicus Suwa, Kono, Katoh, Asfaw et Beyene, 2007

Découvert dans le Miocène d'Éthiopie .

#### Créodontes
- Paroxyaena pavlovi Lavrov, 2007

Hyénodontidé découvert dans l'Éocène de France (phosphorites du Quercy) .

#### Carnivores
- Meles iberica Arribas & Garrido, 2007

Blaireau découvert dans le Plio-Pleistocène d'Espagne.

#### Mésonychiens
- Dissacus zanabazari Geisler et McKenna, 2007

Mésonychidé découvert dans l'Éocène de Mongolie.

#### Proboscidiens
- Prodeinotherium sinensis Qiu, Wang, Li & al., 2007

Deinotheriidé découvert en Chine.

#### Cétartiodactyles

##### Cétacés
- Eubalaena shinshuensis Kimura, Narita, Fujita et Hasegawa, 2007

Balaenidé découvert dans le Miocène inférieur et le Pliocène supérieur du Japon.
- Archaeobalaenoptera castriarquati Bisconti, 2007

Balaenoptéridé découvert dans le Pliocène d'Italie.

##### Artiodactyles
- Bohlinia adoumi Likius, Vignaud et Brunet, 2007

Giraffidé découvert dans le Miocène du Tchad.
- Dytikodorcas longicornis Bouvraina et de Bonis, 2007

Artiodactyle découvert dans le Miocène de Dytiko en Grèce.
- Micromeryx mirus Vislobokova, 2007

Moschidé découvert dans le Miocène d'Autriche.

## 2008

### Espèces vivantes décrites en 2008

#### Marsupiaux
- Philander olrogi Flores, Barquez & Diaz, 2008

Didelphidé .

#### Macroscélidés
- Rhynchocyon udzungwensis Rovero & Rathburn, 2008

Macroscélididé.

#### Chiroptères
- Miniopterus petersoni, 2008

Minioptéridé découvert à Madagascar.
- Tylonycteris pygmaeus Feng, Li & Wang, 2008

Découvert dans le Yunnan, en Chine.

#### Primates
- Avahi mooreorum Lei & al., 2008

Indridé.
- Microcebus macarthurii Radespiel & al., 2008

Cheirogaleidae découvert dans le Parc naturel Makira à Madagascar. L'épithète spécifique honore la Fondation Mac-Arthur qui a financé les études menant à la découverte de l'animal .
- Cacajao ayresii, 2008

Cébidé pithéciiné découvert dans la région du Pico de Neblina, à la frontière du Brésil et du Venezuela. L'épithète spécifique honore le biologiste brésilien Marcio Ayres, spécialiste de l'étude sur le terrain des ouakaris.

#### Rongeurs
- Eligmodontia typus Mares, Braun, Coyner & van den Bussche, 2008

Cricétidé découvert en Amérique du sud.
- Oxymycterus wayku Jayat, d'Elía, Pardiñas, Miotti & Ortiz, 2008

Cricétidé découvert dans les Yungas d'Argentine .
- Hylomyscus walterverheyeni, 2008

Muridé.

### Espèces fossiles et subfossiles décrites en 2008
| Nom scientifique        | Auteur(s)                                           | Date | Classification           | Pays       | Références                                                      |
| ----------------------- | --------------------------------------------------- | ---- | ------------------------ | ---------- | --------------------------------------------------------------- |
| Josephoartigasia monesi | Rinderknecht & Blanco                               | 2008 | Rongeur dinomyidé        | Uruguay    | Proceedings of the Royal Society B: Biological Sciences .       |
| Tchadotragus sudrei     | Geraads, Blondel, Likius, Mackaye, Vignaud & Brunet | 2008 | Cétartiodactyle bovidé   | Tchad      | Bioone 2                                                        |
| Saheloryx solidus       | Geraads, Blondel, Likius, Mackaye, Vignaud & Brunet | 2008 | Cétartiodactyle bovidé   | Tchad      | Bioone 2                                                        |
| Vassacyon bowni         | Heinrich, Strait & Houde                            | 2008 | Carnivore miacidé        | États-Unis | Décrit de l'Éocène du Wyoming                                   |
| Deinsdorfia doukasi     | Furió & Mein                                        | 2008 | Insectivore soricidé     | Espagne    | Décrit du Pliocène supérieur d'Espagne .                        |
| Ahytherium aureum       | Cartelle, De Iuliis & Pujos                         | 2008 | Xénarthre mégalonychidé  | Brésil     | Décrit du Quaternaire de Bahia.                                 |
| Wyomylus whitei         | Cassiliano                                          | 2008 | Cétartiodactyle camélidé | États-Unis | Décrit de la formation de Moonstone (Miocène), dans le Wyoming. |
| Canis accitanus         | Garrido & Arribas                                   | 2008 | Carnivore canidé         | Espagne    | Décrit du Pliocene supérieur de Fonelas P-1 .                   |